# Kuba-Laubfrosch
Der Kuba-Laubfrosch (Osteopilus septentrionalis, Syn.: Hyla septentrionalis) ist ein Froschlurch aus der Familie der Laubfrösche (Hylidae).
Die Weibchen werden 10 bis 14 Zentimeter groß, die Männchen bleiben etwas kleiner. Der Kuba-Laubfrosch lebt im Baumgeäst und ist während der Dämmerung aktiv. Der mäßig große und breite Kopf besitzt sehr große Augen. An Zehen und Fingern sitzen große Haftscheiben. Der Bauch ist weißlich und ungefleckt. Er ernährt sich von großen Fliegen, Wachsmotten, glatten Raupen, Schmetterlingen und anderen Kerbtieren.

## Verbreitung
Das ursprüngliche Verbreitungsgebiet umfasst Kuba (Hauptinsel), Isla de Pinos, Bahamas, Cayman Islands.
Eine auf Oʻahu (Hawaiʻi-Archipel) eingeschleppte Population wurde bereits wieder ausgerottet.
In Florida gilt der Kuba-Laubfrosch als Invasive Tierart. Er hat sich ab den 1920er Jahren von den Florida Keys aus verbreitet und ist bis zur Linie zwischen Cedar Key, im Levy County an der Golfküste, und Jacksonville an der Atlantikküste anzutreffen (2010).
Weitere Populationen werden für Puerto Rico und einzelne Inseln in der Karibik berichtet.
In der Roten Liste IUCN wird die Art in der Kategorie least concern (ungefährdet) geführt.

## Galerie

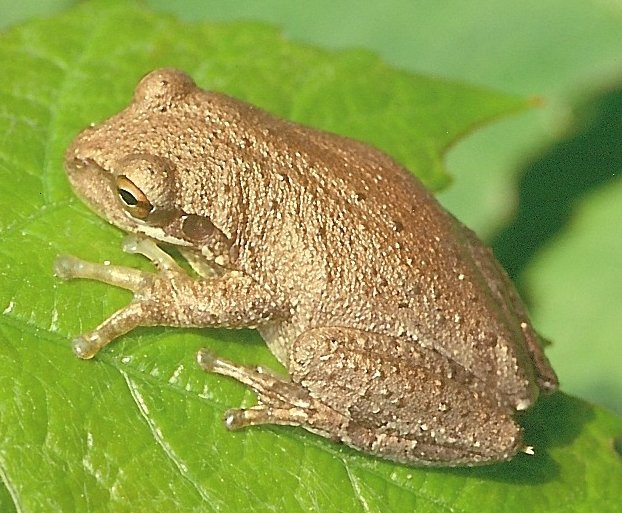
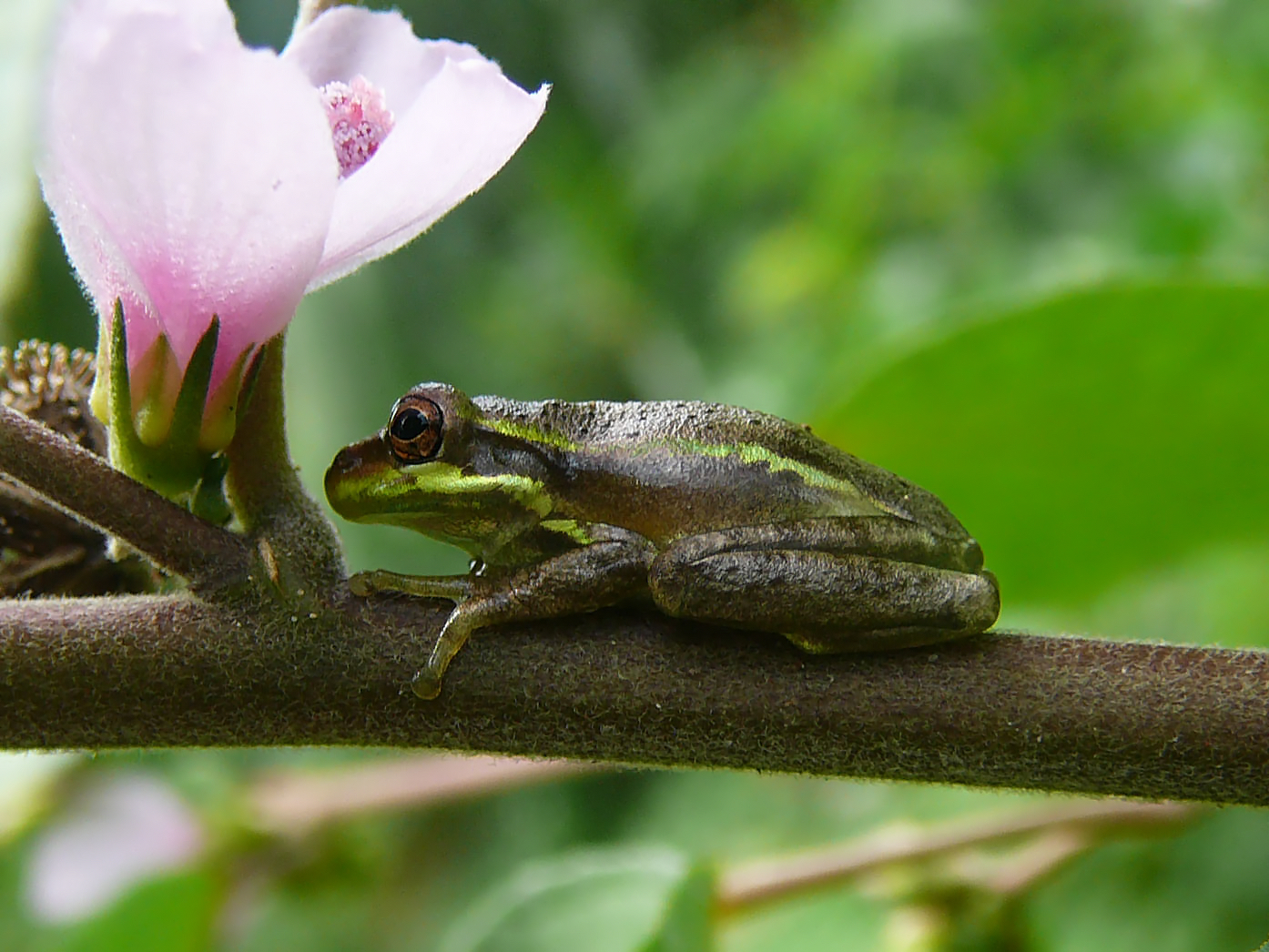
Bei Coconut Creek
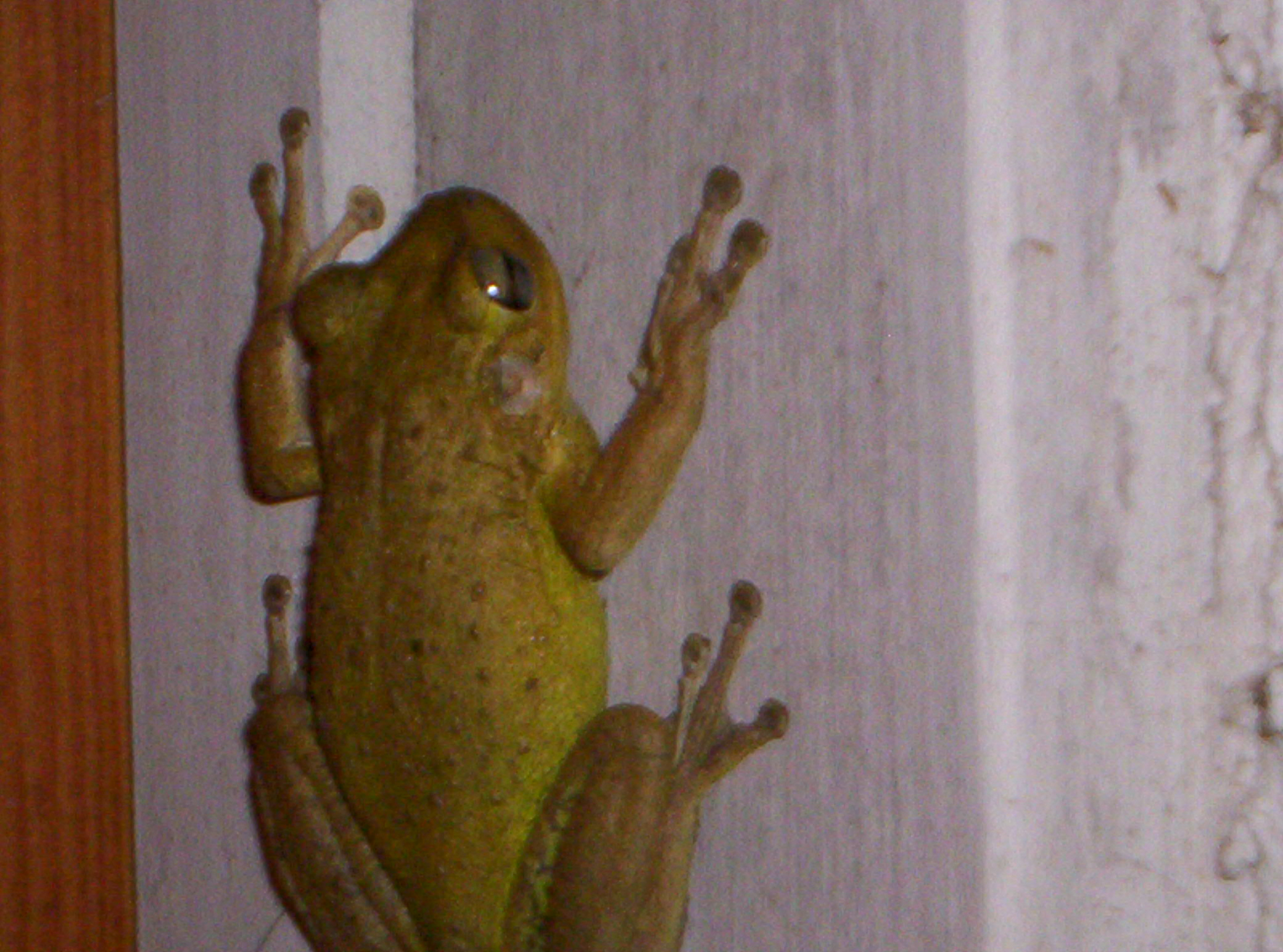
Bei Cocoa